# Trichura ribbei
Trichura ribbei är en fjärilsart som beskrevs av Druce 1884. Trichura ribbei ingår i släktet Trichura och familjen björnspinnare. Inga underarter finns listade i Catalogue of Life.